# Курляндська губернія
Курля́ндська губе́рнія (рос. Курляндская губерния) — у 1796—1918 роках адміністративно-територіальна одиниця Російської імперії. Одна із трьох Остзейських губерній. Заснована на території колишнього герцогства Курляндії і Семигалії, після Курляндського намісництва. Займала землі сучасної південно-західної Латвії. Мала дуже строкатий національний склад, але з латиською більшістю.

## Назва
- Курля́ндська губе́рнія (рос. Курляндская губерния; латис. Kurzemes guberņa) — російська офіційна назва.
- Курля́ндське губерна́торство (нім. Gouvernement Kurland) — німецька перекладна назва.

## Географія
Курляндська губернія розташовувалася між 55°41' і 57°45 1/2 ' північної широти.
На північному сході й сході вона межувала з Ліфляндською і Вітебською губерніями, а на півдні — з Віленською і Ковенською губерніями та Пруссією. Північ і захід Курляндської губернії омивалася водами Балтійського моря і Ризької затоки.
Загальна протяжність кордону становила близько 1344 км, з яких 341 км пролягали по морю. Кордон із Пруссією не перебільшував 6,4 км й не мав природних перепон.
Площа Курляндської губернії (за Стрельбицьким) складала 25, 6 тисяч км².
Рельєф Курляндської губернії переважно пагористий. В її середині розташовувалася низина, що називалася Мітавською рівниною й розділяла губернію на дві частини — західну й східну. Перша була родючою і густо заселеною, за винятком північної частини; друга — лісиста, заболочена й багата на озера була менш родючою й заселеною.
Курляндські пагорби, що тягнулися з південного сходу на північний захід, були вододілами головних річок губернії. Лише на вододілі річок Віндави й Абау вони мали характер плато. Єдина котловина Курляндської губернії — Усмайтенська западина — розташовувалася в середині північної половини губернії.
До Курляндської губернії входили два відроги Литовського плоскогіря. Один із них розділяв басейн річок Західна Двіна й Курляндська Аа, утворюючи так звану «Верхню Курляндію». Другий проходив по берегах річки Віндава до Тальсена і Пільтена, й називався «височиною Курляндського півострова».

## Історія
Територія Курляндської губернії була первісно заселена угро-фінськими (ліви і кури) і литовськими племенами. У XII столітті до краю почали проникати німецькі колоністи та хрестоносці. Останні сформували 1202 року лицарський Лівонський орден, який підкорив Курляндію з метою поширення християнства. 1561 року лицарі, виснажені боротьбою з сусідньою Московією, прийняли протекторат польського короля й створили герцогство Курляндії і Семигалії. У XVII столітті воно стало місцем постійних воєн між Швецією, Річчю Посполитою та Росією. На початку XVIII століття в Курляндії посилився вплив останньої.
- 28 березня 1795 року Російська імперія анексувала герцогство Курляндії та Семигалії за підсумками поділу Речі Посполитої. Останній курляндський герцог Петер фон Бірон зрікся своїх прав на користь російського трону. Російська імператриця Катерина II заснувала на місці герцогства Курляндське намісництво.
- 31 грудня 1796 року російський імператор Павло І перетворив намісництво на Курляндську губернію Російської імперії.

## Адміністративний поділ

### До 1864. Обер-гауптманства
- Гольдінгенське обер-гауптманство
- Зельбурзьке обер-гауптманство
- Мітавське обер-гауптманство
- Тукумське обер-гауптманство

Губернія поділялась на 10 повітів — гауптманств (нім. Hauptmanschaft):
| №  | Повіт                    | Повітовий центр           | Площа, верст² | Населення, чол. |
| -- | ------------------------ | ------------------------- | ------------- | --------------- |
| 1  | Бауський                 | Бауськ (6 532 чол.)       | 1 843,0       | 56 804 (1890)   |
| 2  | Віндавський              | Віндава (6 134 чол.)      | 2 756,0       | 46 474 (1883)   |
| 3  | Газенпотський            | Газенпот (3 824 чол.)     | 2 202,0       | 53 643 (1883)   |
| 4  | Гольдінгенський          | Гольдінген (8 671 чол.)   | 2 879,0       | 56 474 (1883)   |
| 5  | Гробінський              | Гробі (1 722 чол.)        | 4 117,2       | 45 995 (1883)   |
| 6  | Іллукстський             | Іллукст (2 864 чол.)      | 1 976,8       | 71 523 (1894)   |
| 7  | Мітавський (Добленський) | Мітава (30 100 чол.)      | 2 501,8       | 100 847 (1836)  |
| 8  | Тальсенський             | Тальсен (4 319 чол.)      | 2 768,9       | 61 511 (1897)   |
| 9  | Туккумський              | Туккум (7 542 чол.)       | 1 988,2       | 50 946 (1897)   |
| 10 | Фрідріхштадтський        | Фрідріхштадт (5 223 чол.) | 3 079,1       | 53 724 (1897)   |

## Губернатори
- до 1797.1.9: Петер-Людвіг фон дер Пален[1][2]

### Монографії
- Arbusov, Leonid. Grundriss der Geschichte Liv-, Est- und Kurlands. — Riga: Jonck und Poliewsky, 1918.

### Довідники
- Курляндская губерния [Архівовано 27 жовтня 2021 у Wayback Machine.] // Энциклопедический словарь Брокгауза и Ефрона. — Санкт-Петербург, 1890—1907. — Т.XVII (33): Култагой — Лед. — 1896.
- Курляндская губерния // Малый энциклопедический словарь. Т. 2 Вып. 3: Кигн — Початок. — СПб.: Брокгауз-Ефрон, 1909. — 1055 с.